# Hans Baur
Peter Johann "Hans" Baur (19 de juny de 1897 † 17 de febrer de 1993) va ser el pilot del dictador Adolf Hitler durant les seves campanyes polítiques dels anys 1920 i 1930, i més tard es va convertir en el seu pilot personal i cap de la flota Reichsregierung.
Hans Baur va néixer a Ampfing al Landkreis Mühldorf am Inn, Baviera. Durant la Primera Guerra Mundial, va servir en l'aviació Luftstreitkräfte, avions imperials anteriors a la Luftwaffe. V aconseguir sis victòries aèries (de les quals tres o més no estan oficialment aprovades). Durant un dels seus vols, l'avió va tenir problemes amb el motor i comença a caure en picat, Baur fou capaç de reengegar la màquina. Hitler va prendre això com un senyal del destí.
Hitler ja Führer del Tercer Reich, el convidava sovint a sopar a la Cancelleria. Aquest confiava molt en Baur i l'ajudabva en la política de guerra aèria i l'evolució tècnica.
El 31 de gener de 1944, Baur va ser ascendit a SS-Brigadeführer (general) i general de divisió de la policia, i el febrer de 1945 es va convertir en dels SS-Gruppenführer (Tinent General)
Durant els últims dies de la guerra, quan la batalla de Berlín, s'enfuria, Baur es refugia al Führerbunker. Després del suïcidi de Hitler, intenta escapar amb diversos companys per rendirse a les línies anglo-nord-americanes, però va ser capturat per l'Exèrcit Roig va ser ferit de gravetat és fet presoner de guerra durant una dècada. No va ser fins a 1955, després de la intervenció del canceller Adenauer, que va poder tornar a casa.
Cal assenyalar que Baur mai va entrar en política i no era un membre de l'NSDAP.
El títol de la seva autobiografia, Ich flog mit den Mächtigen der Erde, publicat el 1957, es pot traduir com vaig volar amb el major [personatge] de la Terra, però el títol d'altres edicions com la francesa és el més trivial: jo Pilot de Hitler. Aquest llibre, ha estat durant molt de temps esgotat.
Baur va morir a Herrsching, Baviera el 1993. Està enterrat juntament amb la seva família a Múnic.